# Carrenleufú
Carrenleufú è un comune dell'Argentina situato nel dipartimento di Languiñeo, in provincia di Chubut.